# Kesh (sikhisme)
Le kesh ou kes est la pratique du sikhisme qui consiste à ne pas couper ses cheveux (ni aucun poil du corps), à les laisser croître naturellement comme symbole de respect pour la perfection de la création de Dieu. Cet usage s'inscrit dans la foi, l'initiation au Khalsa, l'ordre sikh historiquement chevaleresque devenu fraternité,. Cette pratique est un des Cinq K, les symboles, les commandements sur sa tenue afin de démontrer son appartenance à cette religion. On donne le nom de kesdhari à tout sikh qui observe la pratique qui interdit de se couper les cheveux.
Tous les manuels qui définissent la conduite sikhe sont concordants pour dire que tout sikh doit ne pas se couper les cheveux. Bhai Chaupa Singh, théologien sikh, a écrit : « Le gourou sikh doit protéger ses cheveux, les peigner matin et soir et les laver avec du lait caillé. Il ne faut pas les toucher avec des mains sales ».
Dans l'hindouisme, les rishis, les sages et les dieux comme Shiva ne se coupent pas les cheveux. Cette tradition est signe de courage, de virilité et de dévotion spirituelle. Chez les sikhs, le kesh est devenu un moyen de se reconnaître facilement.
Les sikhs maintiennent leurs long cheveux par un peigne en bois, le Kangha, qui est un autre des Cinq K, symbolisant le fait qu'ils en prennent soin. Ils les dissimulent sous un turban appelé dastar.